# Francesco Ellero d'Artegna
Francesco Ellero d'Artegna (Ravascletto, 15 dicembre 1948) è un cantante italiano.

## Biografia

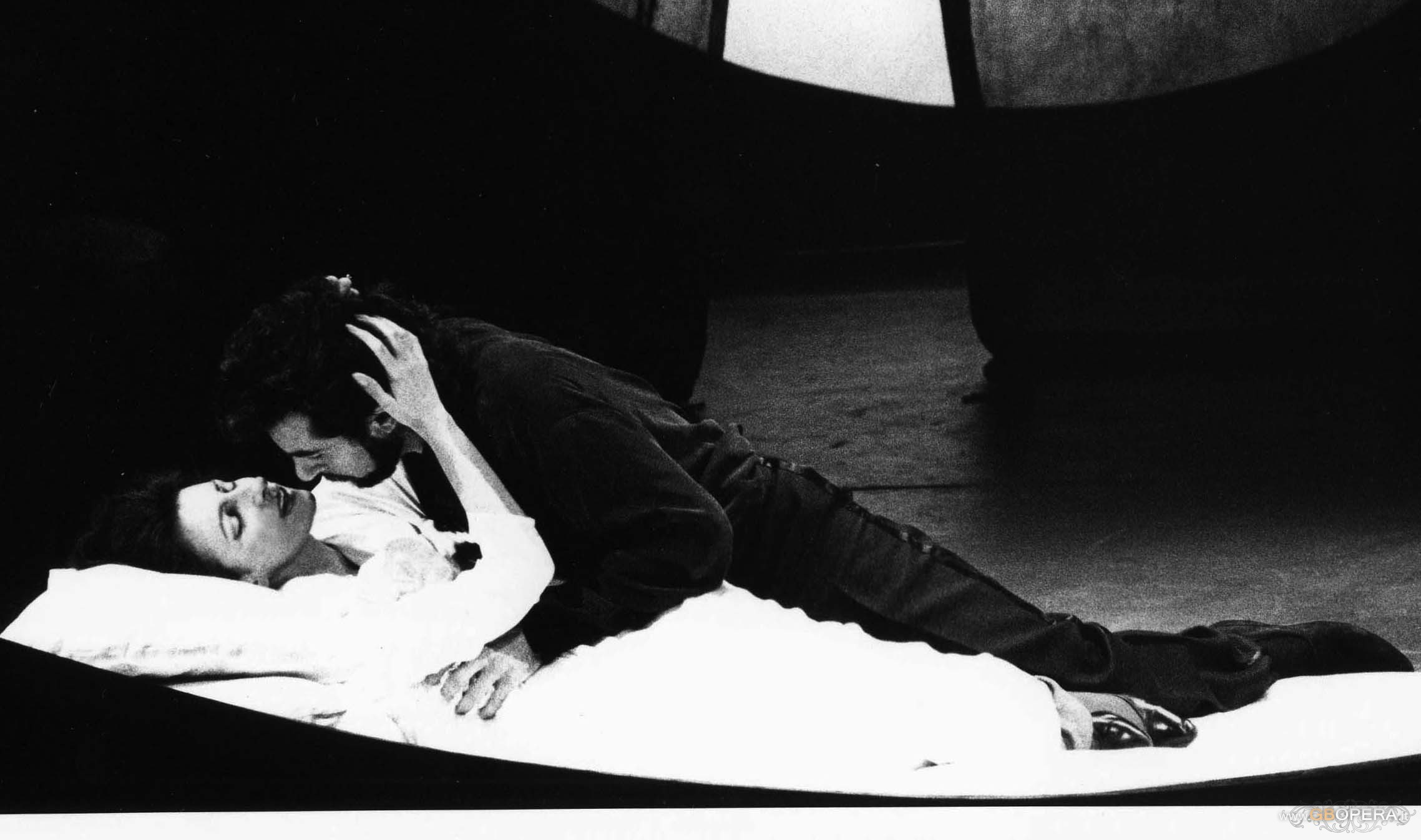
Francesco Ellero d'Artegna nel ruolo del Conte Rodolfo

Francesco Ellero d’Artegna nato a Ravascletto (Carnia-Friuli Venezia Giulia) canta dall’età di due anni e inizia giovanissimo (6 anni) lo studio della musica dedicandosi al pianoforte, al clarinetto e più tardi al sax. Durante il periodo degli studi superiori si dedica alla musica Pop e al teatro d’avanguardia. Poi folgorato da un incontro casuale col melodramma vi si dedica completamente iscrivendosi prima al liceo musicale J.Tomadini di Udine e poi studiando col M° Toffolo a Trieste, città in cui si trasferisce e ci lavora alternandosi tra il coro del teatro e piccoli ruoli di fianco e dove frequenta pure l’Accademia d’Arte Drammatica.
Nel 1979 conosce il M° Ettore Campogalliani di Mantova ed approfondisce con lui il repertorio belcantistico; proprio da un concerto organizzato da quest’ultimo viene ascoltato dal M° Cappelli, sovrintendente dell’Arena di Verona il quale lo fa subito debuttare nel suo grande teatro. È il 1981 e l’opera è Nabucco.
Nello stesso anno è vincitore del Mattia Battistini che gli permette di cantare il ruolo di Don Basilio (Barbiere di Siviglia) in una decina di teatri di tradizione. Poi seguono la Fenice di Venezia, Verdi di Trieste, Sferisterio di Macerata, San Carlo di Napoli, Comunale di Bologna, Petruzzelli di Bari. Nel frattempo partecipando a numerosi concorsi si classifica o è vincitore, così al Voci Verdiane di Busseto, Toti dal Monte di Treviso, Mario del Monaco di Passariano (da questo momento studia anche con il celebre tenore ed approfondisce la cosiddetta tecnica di abbassamento di laringe o di affondamento), Tito Gobbi di Bassano (partecipa ad una masterclass del grande baritono sulla tecnica interpretativa) e nel 2° Pavarotti International di Philadelfia. Con quest’ultimo, nel 1986, che permette ai vincitori di cantare assieme allo stesso in un’opera intera, in questo caso è La Bohème, partecipa all’epocale tournée del Teatro Carlo Fenice di Genova in Cina (prima apertura culturale della Cina con il mondo occidentale). Da questo momento gli si aprono le porte dei più grandi teatri internazionali: Parigi, Vienna, Monaco, Berlino, Amburgo, Zurigo, Madrid, Barcellona. Con Pavarotti canta in diverse occasioni, opere e concerti ed approfitta per approfondire, con lo stesso e la celeberrima Sutherland, conosciuta durante l’incisione dell’Adriana Lecouvreur, la tecnica del canto sul fiato. Nel 1988 al suo debutto americano, Trovatore a Chicago, viene salutato dal critico del “Chicago Tribune”, come “il basso verdiano che il mondo sta aspettando”. Nel frattempo interpreta il ruolo di Colline nel Film “La Bohème” di Luigi Comencini, che gli porta altra visibilità. Si esibisce sempre di più all’estero: San Francisco, Santiago del Cile, Sao Paolo, Tokyo, Metropolitan di New York e una trionfale trasferta in Australia con Verdi Requiem da Stadio (1000 coristi) assieme al M° Pavarotti.
Nel 1993 riceve il premio “Otello d’Oro in memoria di Mario del Monaco" , assieme a Eva Marton, quali migliori cantanti dell’anno. 
Francesco Ellero d’Artegna ha registrato più di una trentina tra video, CD e DVD, ha collaborato con i più grandi direttori d’orchestra, Georges Pretre, James Conlon, Giuseppe Patané, Nello Santi, Gianandrea Gavazzeni, Sir Colin Davis, Zubin Metha, Wofgang Sawallisch, Daniel Oren, Michel Plasson, John Eliot Gardiner, Claudio Abbado e Riccardo Muti e si è esibito assieme a famosi colleghi: Sutherland, Bergonzi, Cappuccilli, Siepi, Ghiaurov, Domingo, Carreras, Jones, Dimitrova, Marton, Freni, Gruberova, Zajic, Borodina, Alagna, Alvarez, e moltissimo col M° Pavarotti.
Inizia, invitato da prestigiose accademie musicali, a sostenere “Masterclass”, essenzialmente di tecnica vocale, in tutto il mondo, Cina, Giappone, Corea, Stati Uniti, Inghilterra, Italia.
Tra gli impegni più importanti degli ultimi dieci anni troviamo:
- a Vienna Aida, Carmen, Simon Boccanegra, a Berlino Sonnambula e Verdi Requiem,
- a Monaco Don Carlo e Anna Bolena, ad Amburgo Don Carlo e Verdi Requiem,
- a Londra Incoronazione di Poppea,
- alla Bastille Lucia di Lammermoore,
- a New York Don Carlo,
- a Sao Paulo Faust e Verdi Requiem,
- a Tokyo Nabucco, Tosca e Barbiere di Siviglia,
- all’Arena di Verona Nabucco e Aida,
- I Puritani a Zurigo,
- Barbiere e i quattro ruoli di Hoffmann a Palermo,
- Nabucco a Venezia,
- la XIV Sinfonia di Shostakovich a Firenze,
- I Vesperi Siciliani, Nabucco e Don Carlo ad Atene,
- Verdi Requiem a Monaco, Duesseldorf, Gerusalemme e Vienna.

Il debutto in qualità di regista all’Arena di Avenches nell’Aida di Giuseppe Verdi.
Nel 2009 ha ricevuto il premio “Verdi” alla carriera a Verona.
Poi ci sono stati: Requiem di Penderecki a Nizza, Tosca (Scarpia) al Festival di Locarno, Don Giovanni all’Arena di Avenches, Norma al Festival Bellini di Catania, il debutto nel Don Carlo in edizione francese nel circuito belga con la famosa regia di Peter Konwitschny, Oberto al Festival (Operngruppe) di Berlino(protagonista e regia), Falstaff a Parigi col M° Gatti.
È del 2010 la I Edizione del Mefistofele in Asia, al New National Theatre di Seul con il resto del cast coreano. Nel 2011 è stato a Berlino in qualità di regista nella Maria di Rohan di Donizetti per la Berliner Operngruppe, al Festival di St. Moritz con Anna Bolena (Enrico VIII). Poi a Marsiglia nel Cid di Massenet con Alagna di cui se è fatto il Dvd (Phillips), in diretta cinematografica mondiale con il Nabucco del festival di Taormina in cui ha pure cantato Ramfis (Aida).
Ha festeggiato i 30 anni di debutto Areniano con Nabucco all’Arena di Verona, e i 25 anni dal suo primo disco, Petite Messe Solennelle di Rossini (Direttore Corboz), con lo steso M° Corboz in un grande Verdi Requiem a Losanna.
Recentemente ha debuttato a Berlino l'Attila di Verdi, protagonista e regista in quest’opera poco eseguita in Germania.
Nonostante il repertorio verdiano rimanga il più congeniale alla sua vocalità naturale, la caratteristica saliente del suo percorso artistico è una ricerca, non solo tecnica, che gli ha consentito,in più di trentacinque anni di carriera, di sperimentare quasi tutti i repertori, bilanciandosi tra ruoli di basso-profondo (Seneca nell’Incoronazione di Poppea), di basso cantante (Zaccaria e Nabucco) e di baritono drammatico (Scarpia in Tosca).
Questa varietà di ricerca espressiva ed esistenziale, si è realizzata anche in un atteggiamento perennemente dialettico che lo ha portato ad esprimersi non solo in veste di cantante ma anche attraverso l’insegnamento tecnico vocale ed interpretativo (in breve dovrebbe partire per il Giappone), in qualità di regista (regia di Aida all’ Arena di Avenches in Svizzera, di vari spettacoli musicali a Tokyo, Oberto e Attila a Berlino e più avanti Marino Faliero e Il Corsaro di Verdi a Saint Moritz) e da 10 anni quale agente internazionale, di un gruppo di giovani cantanti (vari suoi allievi) direttori d’orchestra e registi.